# Chromocryptus charieis
Chromocryptus charieis là một loài tò vò trong họ Ichneumonidae.